# 121483 Griffinjayne
121483 Griffinjayne este o planetă minoră (asteroid), cu un diametru de 6,275 km, din centura de asteroizi. A fost descoperită pe 4 octombrie 1999 la Catalina Station⁠(d) de Catalina Sky Survey. 
Obiectul prezintă o orbită caracterizată de o semiaxă mare de 3,1819663446596 UAi, o excentricitate de 0,22, o înclinație de 11,8 ° în raport cu ecliptica.